# کنراد بلولر
 کنراد بلولر (انگلیسی: Konrad Bleuler؛ زاده ۲۳ سپتامبر ۱۹۱۲ - درگذشته ۱ ژانویه ۱۹۹۲) یک فیزیک‌دان اهل سوئیس بود.